# Cinnamomum polyadelphum
Cinnamomum polyadelphum är en lagerväxtart som först beskrevs av João de Loureiro, och fick sitt nu gällande namn av André Joseph Guillaume Henri Kostermans. Cinnamomum polyadelphum ingår i släktet Cinnamomum och familjen lagerväxter. Inga underarter finns listade i Catalogue of Life.